# Oktiabrski (Arkadak)
|  | Per a altres significats, vegeu «Oktiabrski». |

Oktiabrski (en rus: Октябрьский) és un poble (un possiólok) de l'óblast de Saràtov, a Rússia, segons el cens del 2010 tenia 262 habitants. Pertany al districte municipal d'Arkadak.